# Aleksej Nužnyj
Aleksej Nužnyj (Joškar-Ola, 16 giugno 1984) è un regista russo.

## Filmografia parziale

### Regista
- Ja chudeju (2018)
- Gromkaja svjaz' (2019)
- Obratnaja svjaz' (2020)
- Fire - Nessuna via d'uscita (Ogon', 2020)
- Para iz buduščego (2021)